# Makkarojärvi
Makkarojärvi är en sjö i Kiruna kommun i Lappland och ingår i Torneälvens huvudavrinningsområde. Sjön har en area på 0,16 kvadratkilometer och ligger 345,1 meter över havet.

## Delavrinningsområde
Makkarojärvi ingår i det delavrinningsområde (752548-177296) som SMHI kallar för Utloppet av Junojärvi. Medelhöjden är 324 meter över havet och ytan är 50,86 kvadratkilometer. Det finns inga avrinningsområden uppströms utan avrinningsområdet är högsta punkten. Junojoki som avvattnar avrinningsområdet har biflödesordning 2, vilket innebär att vattnet flödar genom totalt 2 vattendrag innan det når havet efter 306 kilometer. Avrinningsområdet består mestadels av skog (57 procent) och sankmarker (34 procent). Avrinningsområdet har 3,03 kvadratkilometer vattenytor vilket ger det en sjöprocent på 6 procent.